# Hệ thống thủy lợi Aflaj
Hệ thống thủy lợi Aflaj là những kênh nước cổ đại từ năm 500, nằm trong khu vực Dakhiliya, Sharqiya và Batinah của Oman. Tuy nhiên, chúng là một phần của loại hệ thống thủy lợi cổ xưa có lịch sử 5000 năm trong khu vực.
"Aflaj" là số nhiều của "Falaj", có nghĩa là "phân chia thành các bộ phận" trong tiếng Ả Rập cổ. Hệ thống thủy lợi này có hiệu quả trong việc chia dẫn nước tới tất cả những người dân. Nó chảy bởi lực hấp dẫn từ nguồn nước (nước ngầm và các sông suối) để tới các khu dân cư và đất trồng trọt. Khu phức hợp bao gồm hệ thống dẫn nước cùng các tháp canh bảo vệ, nhà thờ Hồi giáo và một số kiến trúc khác.
Năm 2006, hệ thống thủy lợi Aflaj của Oman đã được thêm vào danh sách di sản thế giới của UNESCO. Tài sản bao gồm 5 hệ thống thủy lợi Aflaj, đại diện cho khoảng 3.000 hệ thống như vậy vẫn còn được sử dụng ở Oman, đó là Falaj Al-Khatmeen, Falaj Al-Malki, Falaj Daris, Falaj Al-Mayassar và Falaj Al-Jeela.